# بالی‌ماگوییگان
بالی‌ماگوییگان (به انگلیسی: Ballymaguigan) یک روستا در بریتانیا است که در شهرستان لندندری واقع شده‌است. بالی‌ماگوییگان ۲٬۴۰۸ نفر جمعیت دارد.